# Tipula disjuncta
Tipula disjuncta är en tvåvingeart som beskrevs av Walker 1856. Tipula disjuncta ingår i släktet Tipula och familjen storharkrankar. Inga underarter finns listade i Catalogue of Life.